# Folketingsvalget 1864
Der afholdtes valg til Folketinget 7. juni 1864.

## Resultat
| Parti                  | Stemmer i alt | Procent | Mandater | +/- |
| ---------------------- | ------------- | ------- | -------- | --- |
| Højre                  |               |         | 11       | +6  |
| De Nationalliberale    |               |         | 40       | -6  |
| Bondevennernes Selskab |               |         | 39       | +5  |
| Uden for gruppe        |               |         | 11       | +2  |
| Total                  |               |         | 101      |     |